# Sabine Schoder
Sabine Schoder (* 1982 in Schruns) ist eine österreichische Schriftstellerin und Verfasserin von Fantasy-, Kinder- und Jugendromanen, die mit der Young Adult-Reihe The Romeo and Juliet Society bekannt wurde.

## Leben
Sabine Schoder wuchs in Tschagguns in Vorarlberg auf, wo sie auch heute mit ihrem Mann lebt. Sie absolvierte eine Ausbildung zur Grafikdesignerin.

## Werk
Schoders Debütroman Liebe ist was für Idioten wie mich erschien beim Fischer Sauerländer Verlag, ebenso sechs weitere Romane, welche zum Teil auch ausgezeichnet wurden. Beim Ravensburger Verlag veröffentlichte sie die Young Adult-Trilogie The Romeo and Juliet Society. Alle drei Bände rangierten auf der Spiegel-Bestsellerliste. Schoders Bücher wurden in mehrere Sprachen übersetzt und erschienen zum Teil auch als Hörbücher.
Schoder wird von der Literaturagentin Christiane Düring vertreten.

## Auszeichnungen
- 2016: Nominiert für den Buxtehuder Bullen für Liebe ist was für Idioten wie mich
- 2016: Nominiert für den Deutschen Kinderhörbuchpreis BEO für Liebe ist was für Idioten wie mich
- 2021: Gewinner des DELIA Jugendliteraturpreises für Immer ist ein verdammt langes Wort
- 2024: LovelyBooks Community Award Platz 15 in der Kategorie „Bestes Jugendbuch – Fantasy“ The Romeo and Juliet Society – Rosenfluch
- 2024: Nominiert für den DELIA Jugendliteraturpreises The Romeo and Juliet Society Rosenfluch

## Werke

### Jugendromane
- Liebe ist was für Idioten. Wie mich. Fischer Sauerländer, Ravensburg 2015, ISBN 978-3-7335-0151-8
- So was passiert nur Idioten. Wie uns. Fischer Sauerländer, Ravensburg 2017, ISBN 978-3-7335-0428-1
- Liebe ist so scheißkompliziert. Fischer Sauerländer, Ravensburg 2018, ISBN 978-3-7335-0406-9
- So was passiert nur Idioten. Wie uns. Fischer Sauerländer, Ravensburg 2019, ISBN 978-3-7335-0429-8
- Immer ist ein verdammt langes Wort. Fischer Sauerländer, Ravensburg 2020, ISBN 978-3-7373-5743-2

### Kinderromane
- Verwünscht nochmal! Mein Teufel, die Schnecke und ich. Fischer Sauerländer, Ravensburg 2021, ISBN 978-3-7373-5682-4

### Young Adult
- The Romeo & Juliet Society, Band 1 – Rosenfluch. Ravensburger Verlag, Ravensburg 2023, ISBN 978-3-473-40238-0
- The Romeo & Juliet Society, Band 2 – Schlangenkuss. Ravensburger Verlag, Ravensburg 2024, ISBN 978-3-473-40239-7
- The Romeo & Juliet Society, Band 3 – Diamantentod. Ravensburger Verlag, Ravensburg 2024, ISBN 978-3-473-40240-3

### Sammelbände
- #herzleer. Verlag Friedrich Oetinger GmbH, Hamburg 2017, ISBN 978-3-7891-0495-4
- Winter Wishes. Ein Adventskalender. Lovestorys für 24 Tage plus Silvester-Special. Ravensburger Verlag, Ravensburg 2023, ISBN 978-3-473-58649-3